# Bad Teacher
Bad Teacher är en amerikansk komedifilm från 2011 i regi av Jake Kasdan, med manus av Lee Eisenberg och Gene Stupnitsky och med Cameron Diaz i huvudrollen. 

## Handling
Filmen handlar om Elizabeth Halsey (Cameron Diaz) som arbetar som lärare trots att hon både röker och dricker alkohol under arbetstid. Hennes mål i livet är att göra en bröstoperation och att hitta en rik man att gifta sig med. Under filmens gång får man även lära känna Amy (Lucy Punch) som alltid är positiv och som bara vill elevernas bästa. Saker kompliceras den rika Scott (Justin Timberlake) börjar arbeta på skolan. Både Amy och Elizabeth blir intresserade av Scott och intriger uppstår.

## Roller
- Cameron Diaz – Elizabeth Halsey
- Jason Segel – Russell Gettis
- Justin Timberlake – Scott Delacorte
- Lucy Punch – Amy Squirrel
- Phyllis Smith – Lynn Davies
- John Michael Higgins – Wally Snur
- Molly Shannon – Melody Tiara
- Eric Stonestreet – Kirk
- Thomas Lennon – Carl Halabi
- Kaitlyn Dever – Sasha Abernathy
- Matthew J. Evans – Garrett Tiara
- Nat Faxon – Mark Pubich
- Noah Munck – Tristan